# Melchior Hofmann

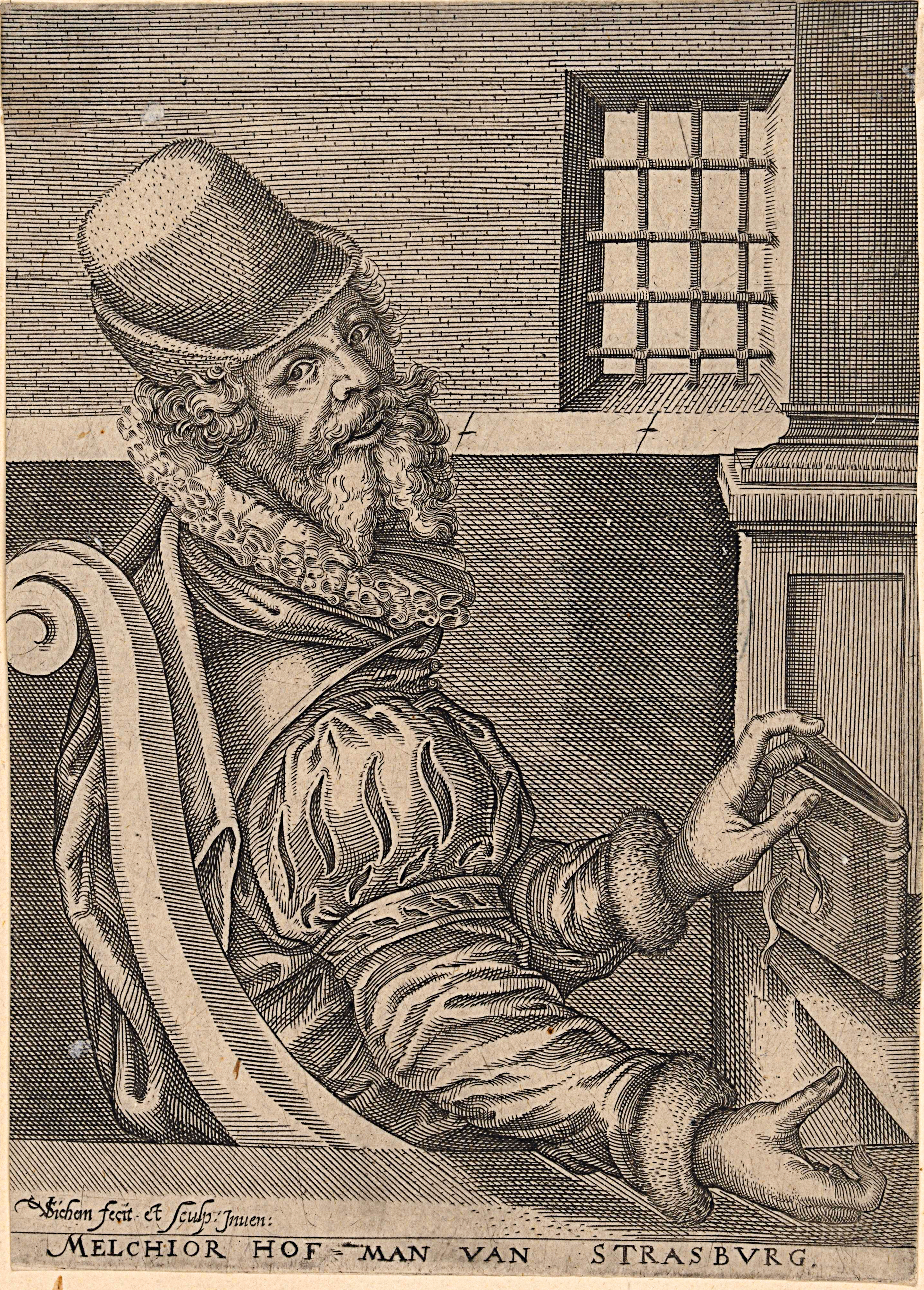
Melchior Hofmann (auf einer Abbildung von 1600)

Melchior Hofmann, Nachname auch: Hoffmann, Hofman, Hoffman; Beiname: Pel(t)zer = „Kürschner“ (* um 1495 in Weckrieden bei Schwäbisch Hall; † vermutlich 1543 in Straßburg), gehörte zu den bekannten Führern der Täuferbewegung. Seine Anhänger in Straßburg, Ostfriesland und in den Niederlanden wurden Melchioriten genannt.

## Anfänge
Hofmann wurde im letzten Jahrzehnt des 15. Jahrhunderts als Sohn einfacher Eltern geboren. Er erlernte den Beruf eines Kürschners, welchen er auch später – neben seiner Predigt- und Lehrtätigkeit – zur Finanzierung seines Lebensunterhalts ausübte. Schon in jungen Jahren wandte er sich der reformatorischen Theologie zu. 1518 holte ihn Georg von Zedlitz und Neukirch nach Neukirch im Herzogtum Liegnitz, wo er die ersten evangelischen Gottesdienste auf schlesischem Boden abhielt.

## Zwischenstationen auf dem Weg zum Täufertum

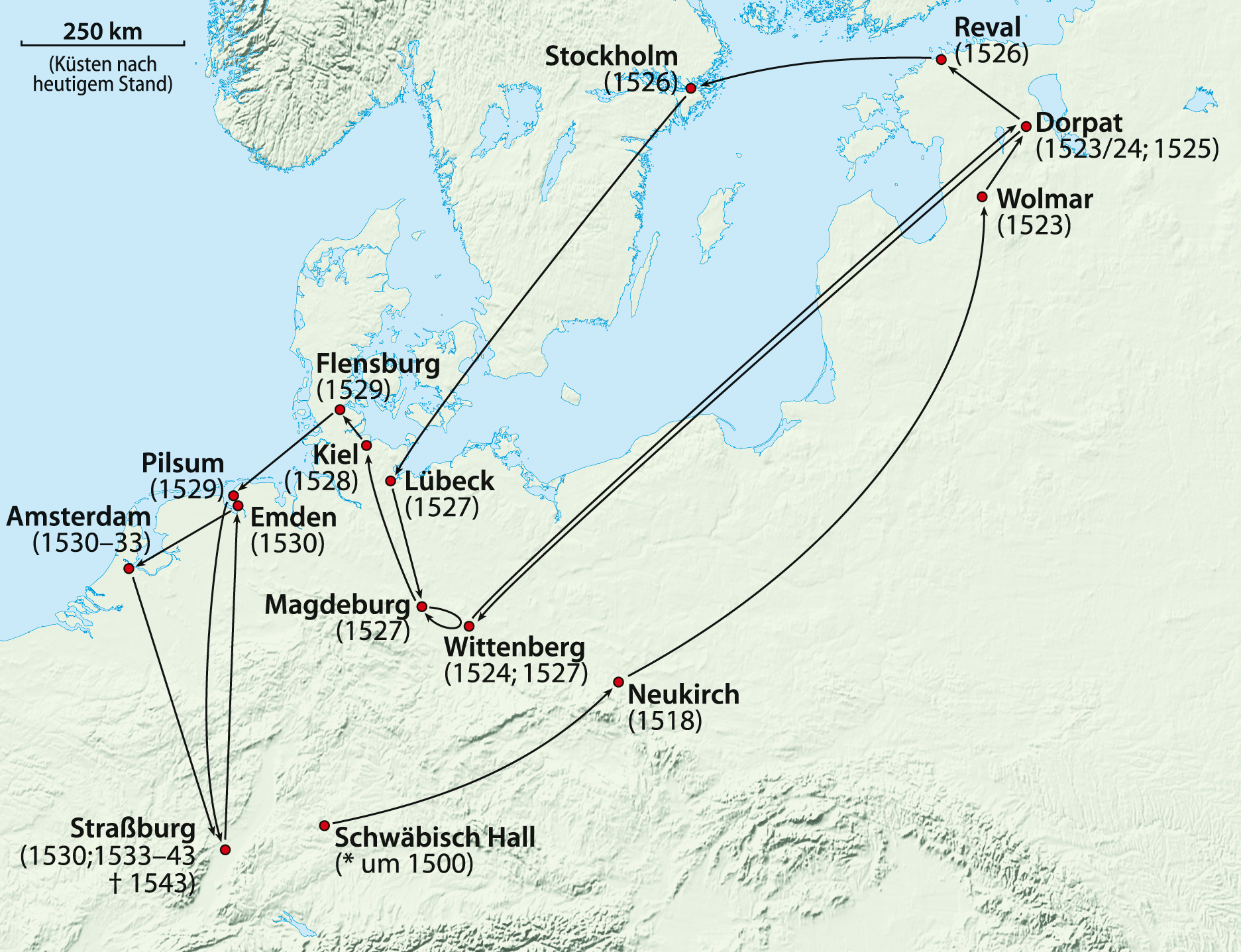
Stationen auf dem Lebensweg Melchior Hofmanns

Ab 1523 wirkte Hofmann als lutherischer Sendbote und Schriftsteller im Baltikum, in Skandinavien und in Schleswig-Holstein (Kiel).

### Wolmar
Mitte des Jahres 1523 traf Melchior Hofmann in der livländischen Kleinstadt Wolmar ein. Obwohl es zunächst nur berufliche Interessen waren, die ihn nach Wolmar geführt hatten, begann er alsbald mit der Verkündigung der lutherischen Botschaft von der Glaubensgerechtigkeit, verband diese jedoch mit der Ankündigung des nahen göttlichen Gerichts über alle, die an der Werkgerechtigkeit der römisch-katholischen Kirche festhielten. In diesem Zusammenhang griff er besonders die geistlichen Stände an. Ihre Vertreter, die geistlichen Fürsten, Ordensritter und Mönche, nannte er Nachtraben, Uhus und Fledermäuse. Nonnen und Beginen waren für ihn Teufelsbräute und Himmelshuren. Die Totenmessen mit ihrem Läuten, Plempern und Heulen bezeichnete er als Ausgeburt der Hölle, ebenso die Ölgötzen der Heiligenbilder. Wolter von Plettenberg, der Landmeister in Livland des Deutschen Ordens und damit zuständige Obrigkeit für Wolmar, verwies ihn deshalb unter Androhung schwerer Strafen aus der Stadt.

### Dorpat

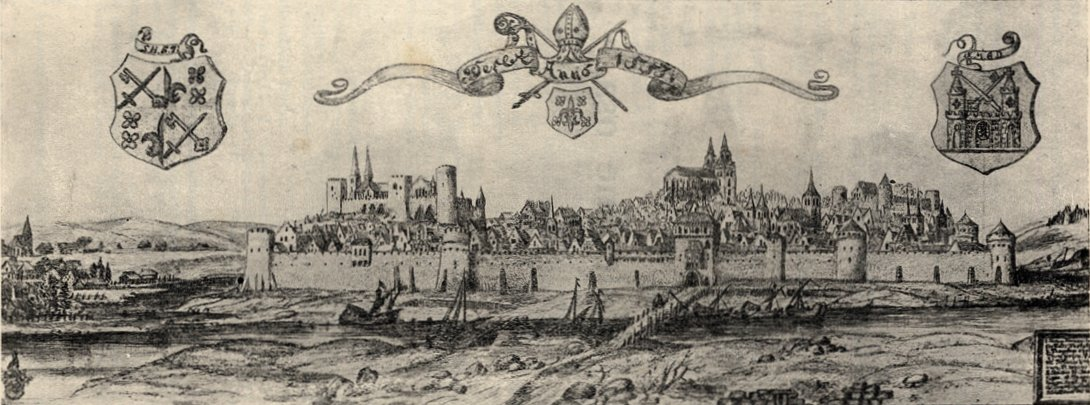
Ansicht der Stadt Dorpat 1553

Ende 1523 oder Anfang 1524 gelangte Hofmann nach Dorpat. Sein Ruf eilte ihm voraus. Der Rat der Stadt, der in dieser Zeit von der Großen Gilde der Kaufleute dominiert wurde, duldete jedoch seine Predigt – gegen den Widerstand des Rigaer Erzbischofs Johannes Blankenfeld, der in Personalunion auch Bischof von Dorpat war. Die Schwarzhäupter, die Gilde der hansischen Kaufmannsgesellen, zählten zu seinen aktivsten Unterstützern. Als der Vogt des Erzbischofs ihn gefangen nehmen wollte, verhinderten sie gewaltsam seine Verhaftung. Im Zuge dieser Auseinandersetzungen wurden am 10. Januar 1524 vier Freunde Hofmanns von den Knechten des Vogts erschlagen. Diese Bluttat führte zu einer Revolte. Bewaffnete Aufständische stürmten den Dorpater Dom und alle übrigen Kirchen der Stadt. Altäre und Bilder wurden zerschlagen, die Häuser der Domkanoniker verwüstet. Der Sitz des Vogtes, das bischöfliche Schloss, wurde belagert und schließlich von diesem widerstandslos geräumt. Dieser sogenannte Dorpater Bildersturm ist der erste von insgesamt zehn weiteren Aktionen dieser Art, die im Zeitraum zwischen 1524 und 1526 in und um Dorpat stattfanden und deren – allerdings ungewollter – Auslöser Melchior Hofmann war.
In der Folge dieses Aufruhr wurde Hofmann seitens der Dorpater Obrigkeit aufgefordert, ein theologisches Gutachten über seine Lehrtätigkeit beizubringen. Er wandte sich zunächst an die beiden reformatorischen Theologen Andreas Knöpken und Sylvester Tegetmeier, deren Empfehlungsschreiben jedoch vom Rat der Stadt Dorpat nicht als ausreichende Beglaubigung angesehen wurden. Hofmann beschloss, sich in Wittenberg, dem Zentrum der lutherischen Reformation, ein Zeugnis über die Zuverlässigkeit seiner Lehre zu besorgen.

### Wittenberg
Im späten Frühjahr 1525 reiste Hofmann nach Wittenberg. Es gelang ihm, Luthers Vertrauen zu gewinnen, sodass er nicht nur das verlangte Zeugnis erhielt, sondern auch den Briefen der Reformatoren Martin Luther und Johannes Bugenhagen ein eigenes Sendschreiben hinzufügen durfte. Dieses Sendschreiben trägt den Titel Jesus. Der Christlichen gemeyn zu Derpten ynn Lieflandt (= Dorpat) wunschet Melchior Hofmann gnad und fride, sterkung des glaubens von Godt dem vater und dem Hern Jhesu Christo. Amen. In diesem Schreiben bekannte Hofmann sich zu den lutherischen Grundsätzen, betonte allerdings neben der Rechtfertigung allein aus Glauben die Bedeutung der Heiligung. Dieses Sendschreiben gilt als älteste erhaltene Schrift des Kürschners aus Schwäbisch Hall.

### Zweiter Aufenthalt in Dorpat
Hofmann kehrte noch im Sommer 1525 nach Dorpat zurück und fand eine Gemeinde vor, die sich in seiner Abwesenheit in zwei feindliche Lager gespalten hatte: Freunde und Feinde Hofmanns. Der Rat der Stadt verweigerte dem Kürschner deshalb – trotz seines Wittenberger Zeugnisses – die Approbation, wogegen dieser sich mit einem öffentlichen Affront gegen den Dorpater Bürgermeister und dessen Familie wehrte. Hofmann wurde ausgewiesen und suchte Zuflucht im estnischen Reval. Aber auch hier wurde er des Landes verwiesen. 1526 finden wir Melchior Hofmann in Stockholm. Seine Tätigkeit in Livland blieb allerdings nicht fruchtlos. Das geht unter anderem aus einem Brief hervor, den er noch im Jahr seiner Ankunft von der schwedischen Hauptstadt aus an seine zurückgelassenen Glaubensgenossen schreibt: Formaninghe an die gelöfigen vorsambling in Livlandt.

### Stockholm
Dass Hofmann sich auf den Weg nach Stockholm machte, hing wohl mit seiner Hoffnung zusammen, dort ein finanzielles Auskommen und damit eine unabhängige Missionsmöglichkeit zu finden. Die schwedische Hauptstadt war zu der Zeit bedeutender Stapelplatz für Pelze aller Art; für einen Kürschner bot sie also die besten Voraussetzungen. Melchior Hofmann wurde von der deutschen Gemeinde Stockholms zu ihrem Prediger berufen. Neben den schon genannten Formaninghe gab er hier zwei seiner bedeutenden Schriften heraus: Das Büchlein vom Jüngsten Tage und eine Auslegung des 12. Kapitels des Buches Daniel: Das XII. Capitel des propheten Danielis ausgeleget, und des evangelion des andern sondages, gefallendt inn Advent, vnd von den zeychen des jüngsten gerichtes … MDXXVI. Die in diesen Schriften vertretenen Ansichten und dogmatischen Erläuterungen markierten den Wendepunkt auf dem Weg Hofmanns vom lutherischen Sendboten zum radikalen Täufertum.
Der schwedische König Gustav I. Wasa erließ noch 1526 eine Verordnung, durch die Hofmann die Predigt vor dem gemeinen Haufe untersagt wurde. Das mag der Grund gewesen sein, warum Melchior Hofmann im Winter 1526/1527 Schweden in Richtung Lübeck verließ. Auch hier kam es durch sein Auftreten zu Unruhen, in deren Folge er sich mit Frau und Kind in das zu Dänemark gehörende Holstein zurückzog.

### Holstein und zweiter Aufenthalt in Wittenberg
Im Frühjahr 1527 folgte Hofmann einer Einladung Friedrichs I. nach Kiel. Er erhielt die Erlaubnis, überall in Holstein als Laienprediger zu wirken. Doch schon bald kam es zum Streit mit Marquard Schuldorp, der seit 1526 als erster evangelischer Prediger an der Nikolaikirche in Kiel wirkte. Schuldorp (~1495–1529) stammte aus einer Kieler Ratsfamilie und hatte sich bei seinem Studium in Wittenberg mit dem Magdeburger Prediger Nikolaus von Amsdorf angefreundet. Es kam zu Auseinandersetzungen wegen Hofmanns apokalyptischer Predigten. Zudem beleidigte er die Honoratioren der Stadt. Er warf ihnen – wohl nicht zu Unrecht – vor, sich am Kirchengut bereichert zu haben. Damit und mit dem Aufruf zum Ungehorsam gegenüber dem in der Stadt sehr unbeliebten Landadel erwarb er sich die Zustimmung der Kieler. Schuldorp beschwerte sich bei Luther.
Auf Suche nach Unterstützung machte Hofmann sich im Sommer 1527 zu einer zweiten Reise nach Wittenberg auf. Erstes Ziel seiner Reise war ein Besuch bei Amsdorf in Magdeburg, den Hofmann für seine Anschauungen gewinnen wollte. Inzwischen hatte Luther jedoch seine vorherige gute Meinung von Hofmann verloren und warnte Amsdorf. Dieser empfahl Hofmann, zu seinem Handwerk zurückzukehren. In Wittenberg wurde Hofmann gar nicht erst empfangen. Bei seiner Rückkehr nach Magdeburg wurde er verhaftet.
Zurück in Kiel gab Hofmann in seiner eigenen Druckerei 1528 zwei Schriften gegen Amsdorf heraus. Darin forderte er ihn einerseits im sachlichen Ton auf, sich mit den apokalyptischen Texten der Bibel zu beschäftigen, drohte ihm aber anderseits mit dem Jüngsten Tag. Amsdorf verfasste eine Gegenschrift, in der er nicht direkt auf Hofmanns Argumentation einging, sondern warnte, dass sinnlose Spekulation über eschatologische Fragen die Beschäftigung mit dem Kern des Christentums, der Rechtfertigungslehre und der Nächstenliebe, verdränge.
Obwohl Schuldorp zwischenzeitlich vom dänischen König als Prediger am Schleswiger Dom eingesetzt worden war, eskalierte der Streit der beiden evangelischen Prediger und wurde vom katholischen Stadtpfarrer, einem Augustiner-Chorherren des Klosters Bordesholm, noch zusätzlich angeheizt. Thematisch ging es nun auch um die Abendmahlslehre. Hofmann sprach sich dabei gegen die lutherische Lehre der Realpräsenz Christi aus. Hofmann griff Schuldorp auch persönlich an wegen dessen Ehe mit seiner eigenen Nichte. Beide Prediger sollen sich sogar auf der Kanzel geprügelt haben. Hofmann vertraute dabei trotz seiner Abweichung von der lutherischen Lehre auf den königlichen Beistand, wie sowohl die Berufung auf den königlichen Schutzbrief in den Schriften gegen Amsdorf als auch die Widmung seiner 1529 in Kiel gedruckten Schrift Dat Boeck Cantica Canticorum an Königin Sophia belegen. Bei dieser Schrift handelt es sich um eine Auslegung des Hohelieds, in der Hofmann das irdische Leid als „innere Taufe durch Feuer und Geist“ und damit als heilsnotwendig beschreibt.
Auf Empfehlung Luthers fand am 8. April 1529 im Flensburger Barfüßlerkloster in Schleswig die vom König einberufene Flensburger Disputation unter dem Vorsitz des Kronprinzen Herzog Christian statt. Johannes Bugenhagen und Hermann Tast vertraten die lutherische Position der Realpräsenz Christi im Abendmahl. Hofmann dagegen leugnete die leibliche Gegenwart Christi. Christus – so Hofmann – wird unter den Zeichen von Brot und Wein nur in einem geistlichen Sinne genossen. Infolge dieser Disputation verwies man Hofmann und seine Anhänger des Landes.

## Hofmann als Täufer
Wann genau Hofmann zum Täufer wurde, lässt sich bislang nicht eindeutig klären. Sogar die Frage, ob Hofmann selbst die Gläubigentaufe empfing, muss unbeantwortet bleiben. Belegt ist nur, dass er nach seinem ersten Straßburger Aufenthalt, wo er die Täuferbewegung mit ihren verschiedenen Verzweigungen kennenlernte, 1530 in Emden als Täufer auftrat.

### Ostfriesland und Straßburg
Nach einem kurzen ersten Aufenthalt in Ostfriesland (Pilsum?), wo er mit Karlstadt zusammentraf, reiste Hofmann im Juni 1529 nach Straßburg, wo er als Anhänger der Abendmahlslehre Zwinglis empfangen wurde. Hier veröffentlichte er auch seinen Bericht von der Disputation in Flensburg.
In Straßburg, wo weitgehende religiöse Toleranz herrschte, hatten nach dem Bauernkrieg verschiedene Außenseiter Zuflucht gefunden, die andernorts verfolgt wurden. Dort begegnete Hofmann Caspar Schwenckfeld und verschiedenen Strömungen des Täufertums. Im Gespräch mit Schwenckfeld, mit dem ihn die gemeinsame Ablehnung der lutherischen, aber auch der zwinglianischen Abendmahlslehre verband, entwickelte Hofmann seine monophysitische Christologie. Bei den Täufern fand er erstmals ein offenes Ohr und Gleichgesinnte. Von den Anhängern von Hans Denck übernahm er die spiritualistische Lehre vom inneren Wort und die Überzeugung, dass die Sünde allein auf dem freien Willen des Menschen beruhe, während Gott es mit allen seinen Geschöpfen immer nur gut meine. Deshalb rechnete er einerseits mit einer Allversöhnung. Andererseits hielt er aber nach der Bekehrung und dem in der Taufe vollzogenen Verlöbnis der Seele mit Gott begangene Sünden für unvergebbar. Damit entfernte er sich vollends von der lutherischen Richtung der Reformation.
Bald wurden Differenzen zu den reformierten Predigern, vor allem zu Martin Bucer, sichtbar: Von Hofmanns hier verfassten Schriften beunruhigte und verärgerte sie besonders die Auslegung der heimlichen Offenbarung Joannis des heyligen Apostels unnd Evangelisten, das auf den Visionen der Propheten Ursula Jost und Lienhard Jost sowie Barbara Rebstock beruhte. In diesem Werk teilte Hofmann die Kirchengeschichte in drei Zeitalter: Das tausendjährige Reich von den Aposteln bis zu den Päpsten, die Vorherrschaft der Päpste, die er zusammen mit dem Kaiser zu den Verkörperungen des „Tieres“ zählte, und als drittes die Reformation, die er mit Hus beginnen ließ und deren Kennzeichen es sei, dass der Buchstabe dem Geist weicht. Zwei Zeugen des Geistes sollten erscheinen, zu deren Bekämpfung sich die Papisten mit den Anhängern des Buchstabens (d. h. den Evangelischen, denen sola scriptura als Maßstab gilt) vereinigen würden. Die Wiederkunft Christi datierte er darin auf 1533. Straßburg sah er als das himmlische Jerusalem und sich selbst als Elija, einen der beiden Zeugen und damit als alleinigen Maßstab für die wahrhaftige Auslegung des göttlichen Wortes. In dieser Funktion rief er den Straßburger Rat auf, den Gläubigen bei der Vernichtung der Gottlosen, die dem Jüngsten Tag vorangehen sollte, behilflich zu sein. Die Täufer selbst sollten dabei – wie die perfecti der Katharer – den Kampf nur mit Gebeten unterstützen.
Im April 1530 verlangte er vom Rat die Gleichstellung der Täufer mit der Staatskirche und die Überlassung einer Kirche. Der Rat erließ daraufhin Haftbefehl gegen Hofmann, dem er sich aber am 23. April 1530 durch die Flucht nach Ostfriesland entzog.

### Zweiter Aufenthalt in Ostfriesland

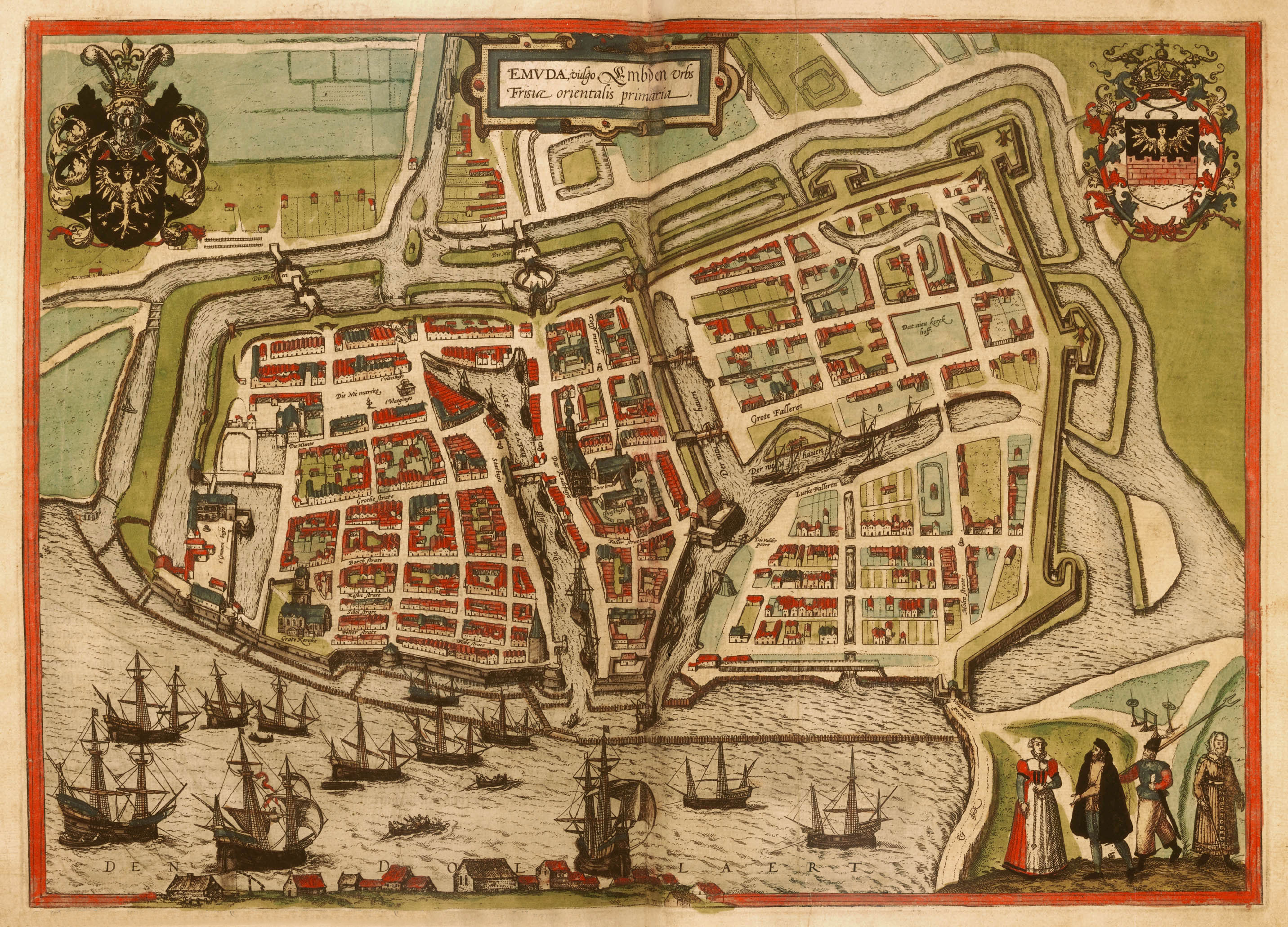
Emden um 1575

Als Hofmann wieder in Ostfriesland eintraf, war Karlstadt bereits wieder ausgewiesen worden. Ab Mai 1530 trat er in der Großen Kirche von Emden auf und löste dort durch seine Predigten für kurze Zeit eine große Volksbewegung aus. Hier erwies er sich zum ersten Mal als Angehöriger der Täuferbewegung. Über dreihundert Ostfriesen ließen sich von Hofmann taufen und konstituierten sich wenig später zu einer Gemeinde, die unter dem späteren Namen Mennonitengemeinde heute noch besteht und somit auf eine ununterbrochene Tradition zurückblicken kann. Melchior Hofmann gab der Täufergemeinde eine streng hierarchische Ordnung, die Ordonnantie Godts, an deren Spitze die sogenannten apostolischen Sendboten, denen er sich selbst zurechnete, standen. Diese galten als vollkommen, unfähig zu sündigen und absoluter Maßstab für die rechte Lehre. Sie sollten die Visionen der ihnen untergebenen Propheten beurteilen und die Pastoren, die den Gemeinden vorstanden, belehren und beaufsichtigen. Bevor Hofmann nach Amsterdam weiterzog, unterstellte er die Emder Gemeinde dem Hirten Jan Folkertsz Trypmaker. Als in Amsterdam einige der von ihm Getauften hingerichtet wurden, befahl Hofmann das Taufen bis zum für 1533 erwarteten Sieg einzustellen. Daraufhin blieben die Melchioriten in den Niederlanden unbehelligt, bis Jan Matthys, der sich für Henoch, den zweiten der von Hofmann verkündeten Zeugen hielt, im November 1533 die Amsterdamer Gemeinde für sich gewann und wieder mit dem Taufen begann.
Hofmanns Wirken in Ostfriesland sprach sich bald bis nach Wittenberg herum. Bereits im Juni 1530 warnte Luther schriftlich die Bremer Prediger vor Hofmanns Einfluss. Nach einem Briefwechsel zwischen der evangelischen Geistlichkeit und Luther wurde Hofmann 1533 aus Ostfriesland ausgewiesen und wandte sich wieder nach Straßburg – in der Hoffnung, dort das Hereinbrechen des Reiches Gottes erleben zu können, das er für dieses Jahr erwartete.

### Wieder in Straßburg
Vermutlich im März 1533 kehrte Melchior Hofmann nach Straßburg zurück, wo er mehrere Wochen unbemerkt lebte. Dort herrschte dank Hofmanns Prophezeiungen, die viele Anhänger unter den zahlreichen religiösen Flüchtlingen in der Stadt gefunden hatten, eine aufgeheizte Stimmung. Zudem hatte sich in der Zwischenzeit Bucer, der einen Umsturz der Melchioriten befürchtete, mit seinem Drängen auf dogmatische Einheit in der Stadt weitgehend durchgesetzt. Am 20. Mai 1533 wurde Melchior Hofmann verhaftet und eingekerkert. Das hatte ihm zwar ein Prophet in Emden vorausgesagt, wie Obbe Philips berichtete, jedoch nur beschränkt auf ein halbes Jahr. Melchior Hofmann verließ das Gefängnis aber nicht mehr, denn er wurde im Juni 1533 als unbelehrbarer Ketzer verurteilt. Zudem erregte die Nachricht, dass in Münster melchioritische Täufer die Macht übernommen hatten, Ängste: Straßburg erklärte nun die Confessio Tetrapolitana zur offiziellen Glaubensnorm. Trotzdem übte die Stadt keinen Glaubenszwang aus, solange die Täufer sich an die bürgerlichen Gesetze hielten. Hofmann starb nach 10-jähriger Haft, während der er mehr als 35 Schriften verfasste, von denen mehr als die Hälfte verloren sind.
Mit seiner Vorstellung eines theokratischen Zwischenreiches vor der Wiederkunft Christi nach einer militärischen Auseinandersetzung zwischen Kaiser und evangelischen Städten übte Hofmann einen starken Einfluss auf die Theologie der münsterschen Täufer aus. Jan Matthys und Bernd Rothmann, der theoretische Kopf der münsterschen Täufer, übernahmen Hofmanns Theologie und apokalyptisches Geschichtsbild mit nur wenigen Unterschieden: Im Gegensatz zu Hofmann vertraten sie die Ansicht, dass die Gläubigen selbst gegen die gottlose Obrigkeit kämpfen sollten. Außerdem vertraten sie das Recht auf Polygamie. Hofmann kritisierte nur letzteres.
Nach dem Untergang des Täuferreichs von Münster und nachdem die von Hofmann prophezeite Parusie Christi trotz mehrmaliger Verschiebung nicht eingetreten war, zerfiel seine Anhängerschaft. David Joris und Obbe Philipps versuchten bei einer Konferenz in Bocholt 1536 die Restgruppen zu einen. 1539 kehrten die letzten Melchioriten in Straßburg in den Schoß der evangelischen Kirche zurück. Trotz des Versuches der Basler Reformatoren und ehemaliger Anhänger, Hofmann zum Widerruf zu bewegen, gab dieser nur in der Frage der Kindertaufe nach, da jene zu unwichtig sei, um darüber zu streiten. Er blieb deshalb eingekerkert und starb vermutlich im Ende 1543.

## Hofmanns Theologie
Melchior Hofmann entfernte sich immer mehr von der lutherischen Theologie. Spätestens während seines ersten Aufenthaltes in Straßburg ersetzte er die Lehre von der Rechtfertigung allein aus Glauben durch ein Stufenmodell. Demnach hat Jesus Christus zwar durch seinen Tod am Kreuz die Erbsünde aufgehoben, was der Mensch in freier Willensentscheidung annehmen könne. Die Taufe sei ein rein äußerliches Zeichen dieser Entscheidung und nicht heilsnotwendig. Den Empfang des Heiligen Geistes müsse sich der bekehrte Mensch jedoch durch gute Werke verdienen. Auf dieser zweiten Stufe der Rechtfertigung sei er auch nicht mehr an den Buchstaben der Heiligen Schrift gebunden, sondern habe direkten Zugang zu Gottes Wort.
Er entwickelte eine apokalyptische Schau der Geschichte, in der er selbst als einer der beiden in der Offenbarung des Johannes Kapitel 11 genannten endzeitlichen Zeugen eine entscheidende Rolle spielte. Die Bibel verstand er als eine geheime Offenbarung, für deren Verständnis es einer besonderen Geistbegabung bedürfe. Die biblischen Geschichten bestanden für ihn aus sogenannten „Figuren“, die nur anhand eines Schlüssels gedeutet werden können. Damit entsprach seine Schriftauslegung der von Luther abgelehnten mittelalterlichen allegorischen Methode. Vor dem Hintergrund dieses Schriftverständnisses stellten sich Hofmann vor allem folgende Aufgaben: 1. Predigt des Evangeliums in der ganzen Welt; 2. Sammlung der wahren Gemeinde Jesu; 3. die Erwartung der Vernichtung der Feinde Christi, die durch ein Strafgericht Gottes vollzogen wird.

## Werke (Auswahl)
- Das XII Capitel des propheten Danielis außgeleget / vnd das evangelion des andern sondages / gefallendt im Aduent / vnnd von den zeychenn des iüngsten gerichtes / auch vom sacrament / beicht vnd absolution / eyn schone vnterweisung an die in Lieflandt vnd eym yden christen nutzlich zu wissen (1526)
- Weissagung usz heiliger götlicher geschrifft. Von den trubsalen dieser letsten zeit. Von der schweren hand vnd straff gottes über alles gottloß wesen. Von der zukunfft des Türkischen Thirannen vnd seines gantzen anhangs. Wie er sein reiß / vnnd volbringen wirt / vns zu einer straff / vnnd rutten. Wie durch Gottes gwalt sein niderlegung vnnd straff entpfahen wirt (1529)
- Auslegung der heimlichen Offenbarung Joannis des heyligen Apostels vnnd Euangelisten (1530)
- Die Ordonnantie Godts / De welckw hy / door zijnen Soone Christum Jesum / inghestelt ende bevestigt heeft / op die waerachtige Discipulen des eeuwigen woort Godts (1530)
- Verclaringe van den geuangenen ende vrien wil des menschen / wat ook die waerachtige gehoorsaemheyt des gheloofs / ende warachtighen eewighen Euangelions sy (ca. 1532)
- Van der waren hochprachtlichen eynigen magestadt gottes / vnnd vann der worhafftigen menschwerdung des ewigen wortzs vnd Suns des allerhochsten / eyn kurtze zeucknus vnd anweissung allen liebhabern der eigen worheit (1532)
- Die edele hoghe ende trostlike sendebrief / den die heylige Apostel Paulus to den Romeren gescreuen heeft / verclaert ende ganz vlitich [= „fleißig“] mit ernste van woort to woorde wtgelecht Tot eener costeliker nuttichheyt [= „Nützlichkeit“] ende troost allen godtvruchtigen [= „gottesfürchtigen“] liefhebbers der eewighen onentliken [= „unendlichen“] waerheyt (1533)